# Banco Regional de Desenvolvimento do Extremo Sul
O Banco Regional de Desenvolvimento do Extremo Sul (BRDE) é um banco de desenvolvimento criado de forma conjunta pelos estados da Região Sul do Brasil. Foi fundado pelos governadores Leonel Brizola, do Rio Grande do Sul, Celso Ramos, de Santa Catarina, e Ney Braga, do Paraná, com o intuito de apoiar e acompanhar o desenvolvimento de projetos para aumentar a competitividade de empreendimentos de todos os portes nos três estados-membros.

## História
Criado no ano de 1961, o BRDE buscava contrabalançar a concentração de recursos e investimentos nos estados de São Paulo, Rio de Janeiro e Minas Gerais. Como a divisão regional do país vigente à época (proposta pelo Instituto Brasileiro de Geografia e Estatística em 1945) incluía o estado de São Paulo na Região Sul (a divisão regional contemporânea data de 1970), optou-se pela expressão "Extremo Sul" na denominação da nova instituição.
O BRDE atua como repassador de recursos do BNDES, Finep, FGTS e FCO para a execução de projetos de investimento nos segmentos de agronegócio, indústria, comércio e serviços, inovação, energia e infraestrutura. Também financia a aquisição isolada de máquinas e equipamentos de produção nacional.
Possui taxas de juros abaixo daquelas cobradas pelo mercado financeiro e geralmente opera com prazos de carência e de pagamento compatíveis com o payback dos projetos financiados. Sempre que possível, concede capital de giro associado ao investimento fixo.